# Station Walton-On-Thames
Walton-On-Thames is een spoorwegstation van National Rail in Elmbridge in Engeland. Het station is eigendom van Network Rail en wordt beheerd door South Western Railway. 